# Peter-Paul Zahl

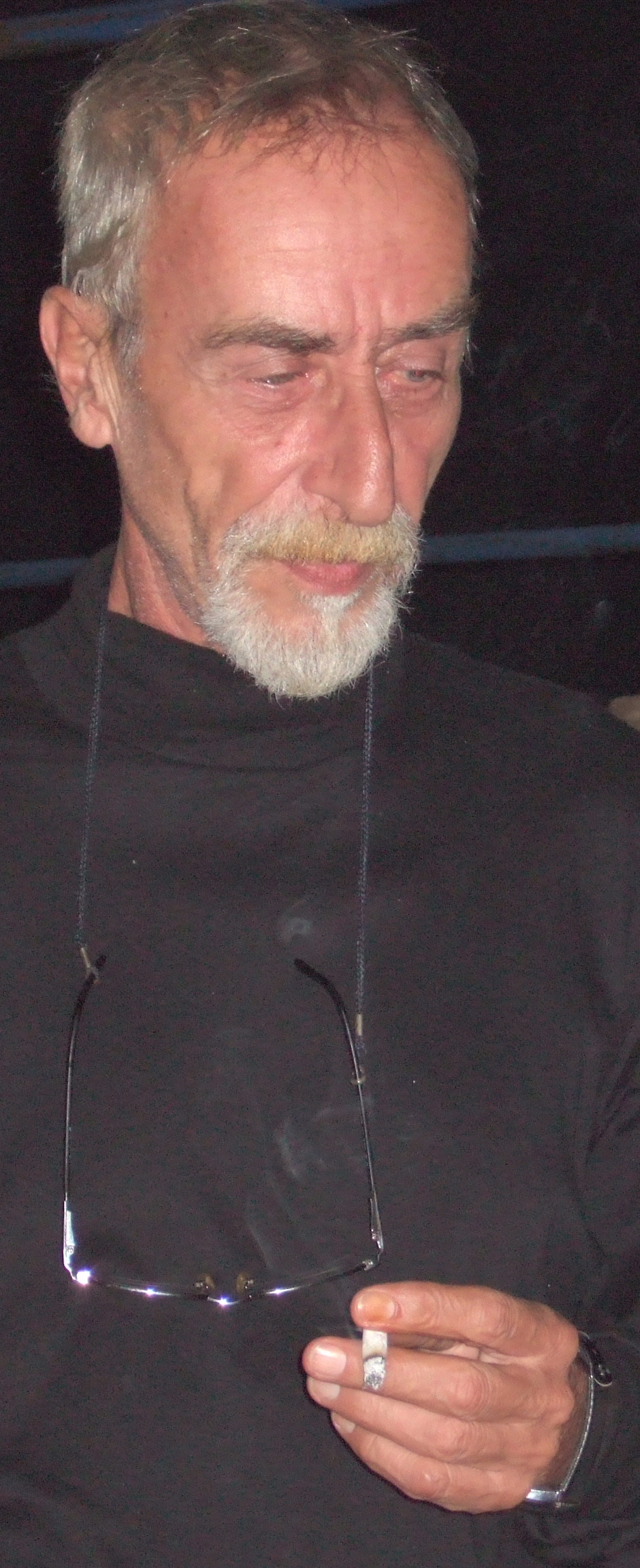
Peter-Paul Zahl (2006)

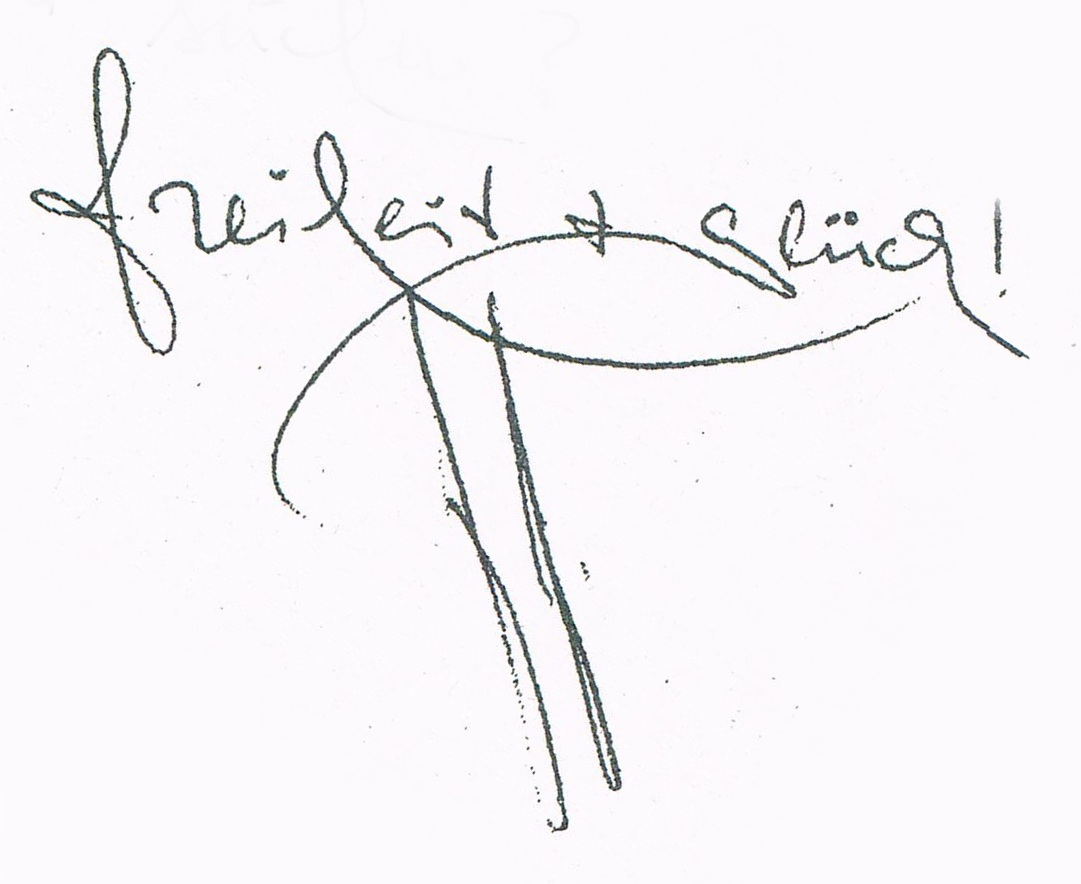
Freiheit + Glück, Signatur Peter-Paul Zahls

Peter-Paul Zahl (* 14. März 1944 in Freiburg im Breisgau; † 24. Januar 2011 in Port Antonio, Jamaika) war ein deutscher anarchistisch-libertärer Schriftsteller und Regisseur. Er hatte zuletzt die deutsch-jamaikanische Doppelstaatsbürgerschaft.
Sein umfangreiches Werk, das Lyrik, Prosa und Bühnenstücke umfasst, ist durch die Politisierung der Literatur in der bundesdeutschen Gesellschaft in Folge der 68er-Bewegung geprägt. Ausgezeichnet wurde er 1980 für den Schelmenroman Die Glücklichen und 1995 für den Kriminalroman Der schöne Mann.
Er wurde ab Ende der 1960er Jahre in West-Berlin als Drucker der Untergrundzeitschrift Agit 883 sowie als Verleger und Autor subkultureller Schriften aus dem Milieu der radikalen Linken bekannt und geriet dadurch in den Fokus der Strafverfolgungsbehörden.
Nachdem er auf der Flucht vor der Polizei bei einem Schusswechsel einen Beamten lebensgefährlich verletzt hatte, war er von 1972 bis 1982 in Haft. Das Landgericht Düsseldorf verurteilte ihn 1976 wegen zweifachen versuchten Mordes zu einer Freiheitsstrafe von 15 Jahren. Während der Haft intensivierte Zahl sein literarisches Schaffen. Danach engagierte er sich kulturpolitisch für die New Jewel Movement auf Grenada und die Sandinisten in Nicaragua. Ab 1985 lebte er vorwiegend auf Jamaika.

## Leben

### Kindheit und Jugend
Zahl wurde im vorletzten Jahr des Zweiten Weltkriegs als Sohn der Sekretärin Hilde Zahl und des juristischen Assessors Paul Zahl im badischen Freiburg geboren. Dort hielten sich seine Eltern 1944 auf, als der Vater nach einer schweren Kriegsverletzung und Beinamputation vor Ort medizinisch versorgt werden konnte. Seine Mutter und Großmutter waren jüdischer Herkunft. Gegen Ende des Krieges zog die Familie mit dem einjährigen Kind in ihren mecklenburgischen Heimatort Feldberg zurück, wo der Vater 1947 den Kinderbuchverlag Peter-Paul gründete, benannt nach seinem Sohn. Das Unternehmen war erfolgreich und entwickelte sich binnen Kurzem zum zweitgrößten Kinder- und Jugendbuchverlag der DDR. Doch als privatwirtschaftlich geführtes Unternehmen stand der Verlag der staatlichen Wirtschaftsplanung entgegen; 1951 erhielt Paul Zahl keine Neulizenzierung zur Weiterführung des Betriebs. Aufgrund weiterer Schwierigkeiten mit staatlichen Stellen zog die Familie Zahl 1953 nach Westdeutschland und ließ sich zunächst in Wülfrath, später in Ratingen im Rheinland nieder.
In der neuen Umgebung fasste die Familie nur schwer Fuß, da der Vater arbeitslos blieb und es zudem Probleme mit der Auszahlung der Kriegsversehrtenrente gab. Etwa zwei Jahrzehnte später beschrieb Peter-Paul Zahl selbst den Umzug in den Westen als das Ende einer „ausgesprochen schönen und glücklichen Kindheit“. Er besuchte zunächst in Velbert, dann bis zur mittleren Reife in Ratingen das Gymnasium und absolvierte anschließend von 1961 bis 1964 in Düsseldorf eine Berufsausbildung zum Kleinoffsetdrucker, die er in der Gesellenprüfung mit der Note „sehr gut“ abschloss. Während der Ausbildungszeit galt er als „schwierig“ und seinen Vorgesetzten gegenüber als „kritisch“. Er engagierte sich politisch und trat der Gewerkschaft Druck und Papier sowie dem Verband der Kriegsdienstverweigerer bei.

### West-Berlin 1964 bis 1972
1964 wechselte Zahl seinen Hauptwohnsitz nach West-Berlin, um die Wehrpflicht zu umgehen, die aufgrund der alliierten Vorbehaltsrechte für Bürger in den Westsektoren der Stadt nicht umgesetzt wurde. Er arbeitete als Drucker und besuchte eine Abendschule sowie Literaturvorlesungen an der Freien Universität Berlin mit dem Ziel, Schriftsteller zu werden. Doch vom institutionellen Bildungsweg wandte er sich nach kurzer Zeit ab: „Schreiben bringen die einem eh nicht bei. Im Gegenteil, die versauen einem nur den Stil und das Klassenbewußtsein.“ 1965 heiratete er seine Freundin Urte Wienen, die ebenfalls aus seinem ehemaligen Wohnort Ratingen stammte. Aus der Ehe gingen der am 16. Juli 1969 geborene Sohn Raoul-Kostja und die 1971 geborene Nadeschda hervor. Nach der Geburt der Tochter zog Zahl in eine Wohngemeinschaft. Aus der mit seiner Frau geteilten Wohnung wurde er abgemeldet, weil er wiederholt nicht im ehelichen Haushalt angetroffen worden war. Die Ehe wurde 1973 geschieden.
Ende 1965 unterstützte Zahl eine Initiative des Kabarettisten Wolfgang Neuss gegen den Vietnamkrieg. Ebenfalls auf das Jahr 1965 datieren Zahls erste Veröffentlichungen von Prosatexten und Gedichten in Zeitschriften und auf Flugblättern. 1966 wurde er Mitglied in der von Max von der Grün initiierten literarischen Dortmunder Gruppe 61, die eine Verbindung zwischen Schriftstellern und Industriearbeitern anstrebte. Im Düsseldorfer Karl Rauch Verlag erschien 1970 sein erster Roman mit dem Titel Von einem der auszog, Geld zu verdienen, der einige öffentliche Beachtung fand.

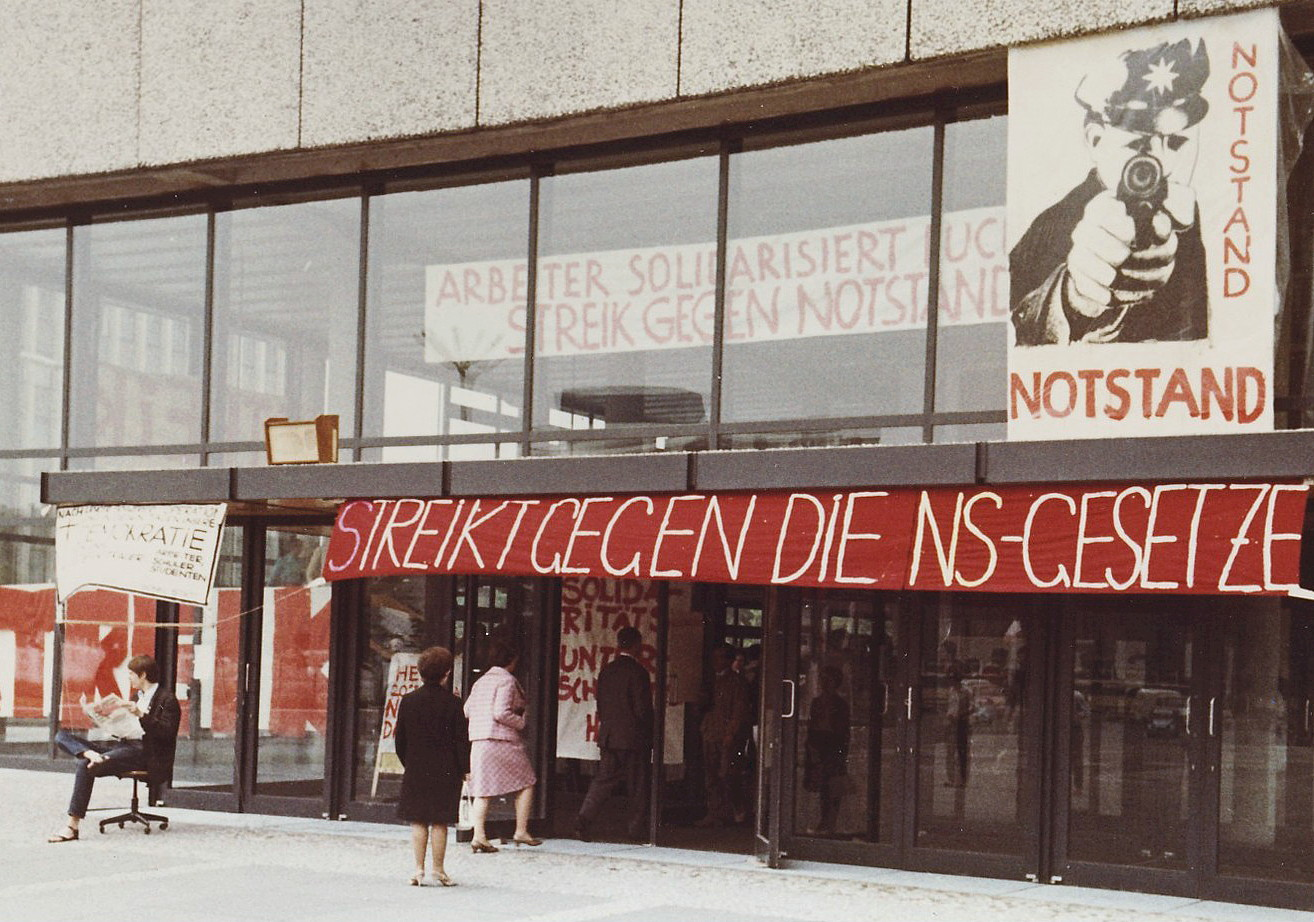
Transparente am Architektur-Gebäude der TU Berlin im Protest gegen die Verabschiedung der Notstandsgesetze (in Anspielung auf den Nationalsozialismus abgekürzt als „NS-Gesetze“), Mai 1968

In den Jahren 1965/66 kam er in Kontakt mit der Studentenbewegung, aus der sich die außerparlamentarische Opposition (APO) jener Zeit entwickelte. Diese wurde ab 1966/67, nach Bildung der Großen Koalition zwischen CDU/CSU und SPD unter Bundeskanzler Kurt Georg Kiesinger und der Diskussion um die Notstandsgesetze, zu einer gesellschaftlich relevanten Systemopposition mit revolutionärem Anspruch. Zahl unterstützte die Bewegung in ihren inhaltlichen Grundsätzen, verwahrte sich jedoch dagegen, studentisch dominierten Organisationen wie dem Sozialistischen Deutschen Studentenbund (SDS) zugerechnet zu werden. Er sah sich als Teil einer proletarischen Jugend, eines Gemisches aus „Jungarbeitern, Kreuzberger Bohème, Bundeswehrflüchtlingen, Jungbuchhändlern“.
Von den Schwiegereltern finanziell unterstützt, gründete Zahl mit seiner Frau 1967 in der Urbanstraße in Kreuzberg die Druckerei Zahl-Wienen einschließlich angeschlossenem Kleinverlag. Neben Firmendrucksachen und Werbeaufträgen übernahm der Betrieb den Druck diverser Schriften und Plakate der subkulturellen politisch linken Szene. Der Verlag veröffentlichte vorwiegend gegenkulturelle Zeitschriften, so zum Beispiel 1967 die zweite Ausgabe von pro these. Zeitschrift für Unvollkommene des Astrologen Hans Taeger, sowie rätekommunistische und anarchistische Texte, darunter Spartacus: zeitschrift für lesbare literatur (1967–1970) und das Magazin pp-quadrat (1968–1970). Der erste pp-quadrat-Band enthielt die Broschüre amerikanischer faschismus von Bernd Kramer, ein weiterer die Beschreibung von Günter Wallraffs Selbstversuch meskalin. Die Ausgaben zeichneten sich oft durch künstlerisch gestaltete Collagen, Holzschnitte und Lithographien aus.
Zahl schrieb zudem für die Literaturzeitschrift Ulcus Molle Info und das Satireblatt Der Metzger. Mit den zwergschul-ergänzungsheften brachte der Verlag zwischen 1968 und 1970 eine Reihe heraus, mit der in der APO Schriften von revolutionären Vordenkern zur Diskussion gestellt werden sollten. Vielfach rezipiert wurde der Nachdruck von Georg Büchners Hessischem Landboten aus dem Jahr 1834, dessen Aufruf „Friede den Hütten! Krieg den Palästen!“ die Bewegung als Parole übernahm.

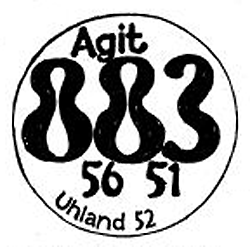
Logo der Zeitschrift Agit 883

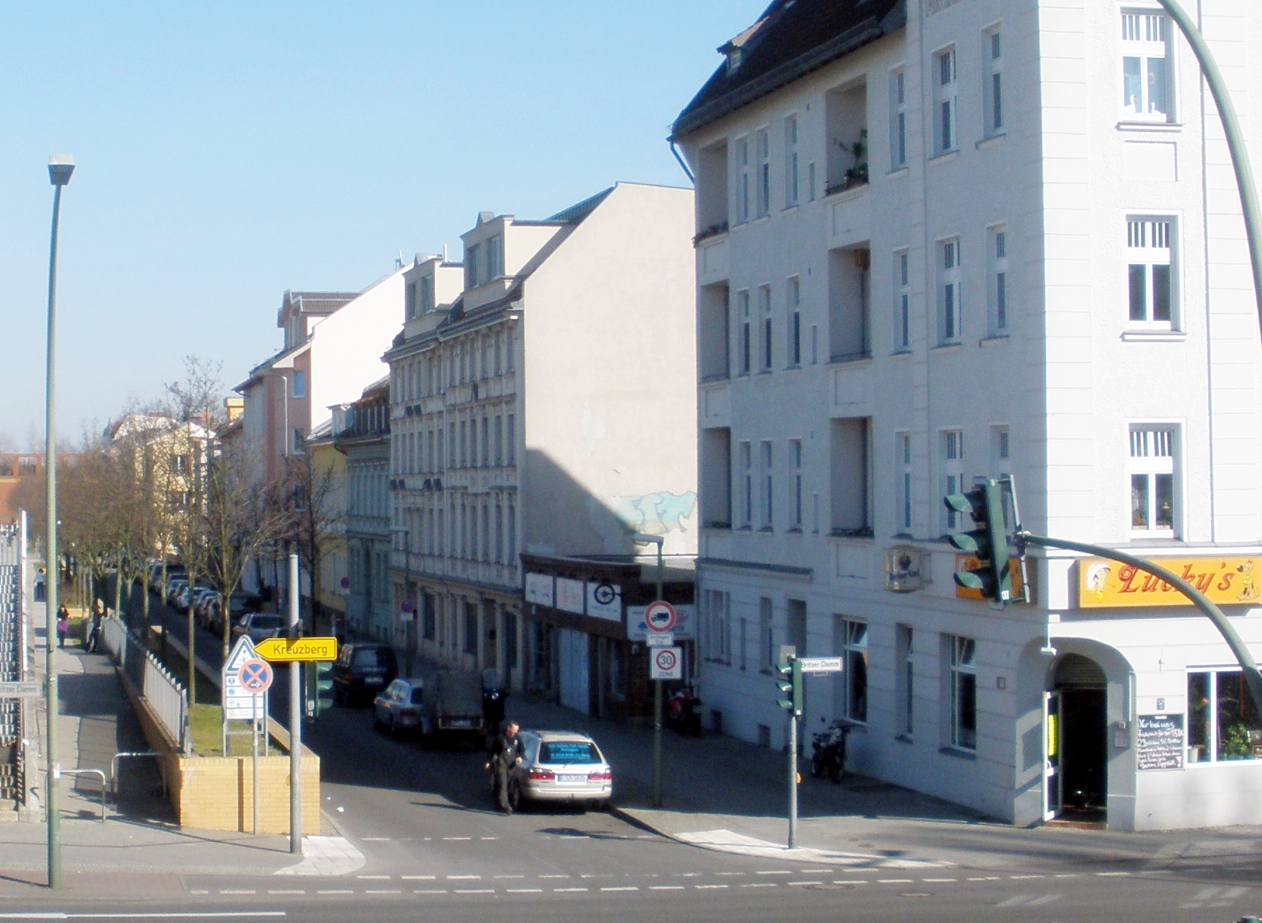
Wederstraße in Berlin-Britz, ab 1969 Sitz der Druckerei Zahl-Wienen

Ab Februar 1969 stellte die Druckerei die anarchistisch-libertäre Zeitschrift Agit 883 her, an deren Redaktion Zahl bis 1971 beteiligt war. Diese spiegelte die Zersplitterung der APO nach ihrer Hochphase 1967/1968 in unterschiedliche Fraktionen wider. Sie griff dabei in zahlreichen Artikeln die kontrovers diskutierte Frage des Übergangs vom Protest zum bewaffneten Widerstand auf, die sich bei Teilen der Bewegung nach dem Attentat auf Rudi Dutschke im Vorjahr stellte. Als für die großformatige Zeitung – sie wurde auf DIN-A2-Platten gedruckt – größere Druckmaschinen angeschafft wurden, zog der Betrieb in geeignetere Räume in der Wederstraße 91 in Britz. Im August 1969 kam es nach der Herausgabe der Nummer 25 zu einer ersten Hausdurchsuchung in dem Betrieb. Hintergrund war die von den Behörden als beleidigend ausgelegte Darstellung des damaligen Innensenators Kurt Neubauer auf dem Titelbild, versehen mit dem Schriftzug „Gesucht wegen Menschenraubs“. Es folgten weitere Durchsuchungen aufgrund strafrechtlicher Ermittlungen gegen die Agit 883, unter anderem wegen Texten gegen den Vietnamkrieg in der Ausgabe Nummer 61 im Mai 1970, gegen die der Kommandant des amerikanischen Sektors von Berlin Strafantrag gestellt hatte. Ein aus diesem Anlass gegen Zahl eröffnetes Strafverfahren endete mit einem Freispruch, da ihm als Drucker nicht nachgewiesen werden konnte, dass er den Text kannte.
Nach internen Auseinandersetzungen in der Redaktion der Zeitschrift zog sich Zahl 1971 von der Agit 883 zurück und gründete das anarchistische Untergrundblatt Fizz, das bis 1972 in zehn Ausgaben erschien. Die Zeitschrift setzte sich für den Aufbau einer Stadtguerilla ein und stellte Bezüge zu subkulturell geprägten amerikanischen Bewegungen wie beispielsweise Black Power und Weather Underground her. Fizz galt als Sprachrohr des Berliner Blues, insbesondere der darin verorteten Gruppe der sogenannten Haschrebellen. Aus deren Mitte rekrutierte sich ein wesentlicher Teil der  gewaltsam vorgehenden Gruppierung Tupamaros West-Berlin, die sich auf das Konzept der Stadtguerilla berief und Anfang 1972 in der Bewegung 2. Juni aufging.
Bereits ab 1970 beteiligte sich Zahl an einer klandestinen, verdeckt agierenden Kleinorganisation, die sich Up against the wall, Motherfuckers! nannte und auf die Fälschung von Pässen spezialisiert war, mit denen kriegsdienstunwillige, in Berlin stationierte GIs nach Schweden fliehen konnten.
1971 klagten die Behörden Zahl wegen öffentlicher Aufforderung zu Straftaten an und eröffneten erneut ein Verfahren gegen ihn. Es ging dabei um ein Plakat, das vom späteren RAF-Mitglied Holger Meins gestaltet worden war. Es trug den Titel Freiheit für alle Gefangenen! und war im Mai 1970 in der Druckerei beschlagnahmt worden. Die Darstellung bestand aus einer durch eine Eierhandgranate und Patronenhülsen stilisierten Sonnenblume, in deren Blütenblättern die Namen internationaler Guerilla- und Befreiungsbewegungen wie des „Vietcongs“ im damaligen Südvietnam, der Tupamaros in Uruguay und der Black Panther Party in den USA eingetragen waren. Zahl wurde am 17. April 1972 zu einem halben Jahr Haft auf Bewährung verurteilt.

### Haft 1972 bis 1982

#### Schusswechsel
Im weiteren Verlauf des Jahres 1972 geriet Zahl unter Verdacht, an einem im Februar des Jahres begangenen Banküberfall der RAF beteiligt gewesen zu sein, was sich im Nachhinein jedoch nicht erhärten ließ. Er wurde in die Fahndung aufgenommen und zur „polizeilich gesuchten Person“ erklärt. Im Sommer des Jahres beschaffte er sich falsche Papiere sowie eine Schusswaffe und tauchte bei Freunden oder Bekannten unter. Am 14. Dezember 1972 wurde er in Düsseldorf beim Vorhaben, ein Auto anzumieten, von zwei Polizeibeamten gestellt. Zahl versuchte zu fliehen, die Beamten verfolgten ihn. Dabei kam es zum Schusswechsel, bei dem Zahl einen Polizisten durch einen Schuss in die Brust lebensgefährlich verletzte. Der Flüchtende ergab sich schließlich und wurde festgenommen; auch er hatte eine Schussverletzung im Oberarm davongetragen. Rekonstruktionen des Tathergangs ergaben aufgrund von Zeugenaussagen und der aufgefundenen Patronenhülsen, dass Zahl mindestens dreimal, vermutlich aber viermal, und die Polizeibeamten mindestens neunmal geschossen hatten. Nach seiner Festnahme mit der schweren Verletzung des Polizeibeamten konfrontiert, äußerte Zahl, dass er dies nicht gewollt habe. In einem Artikel anlässlich späterer Bemühungen um eine Wiederaufnahme des Verfahrens im Februar 1980 schloss Der Spiegel anhand der gutachterlichen Rekonstruktion des Tathergangs, dass ein Tötungsvorsatz nach dem äußeren Ablauf zweifelhaft und Zahls Aussage glaubhaft sei.

#### Verurteilungen

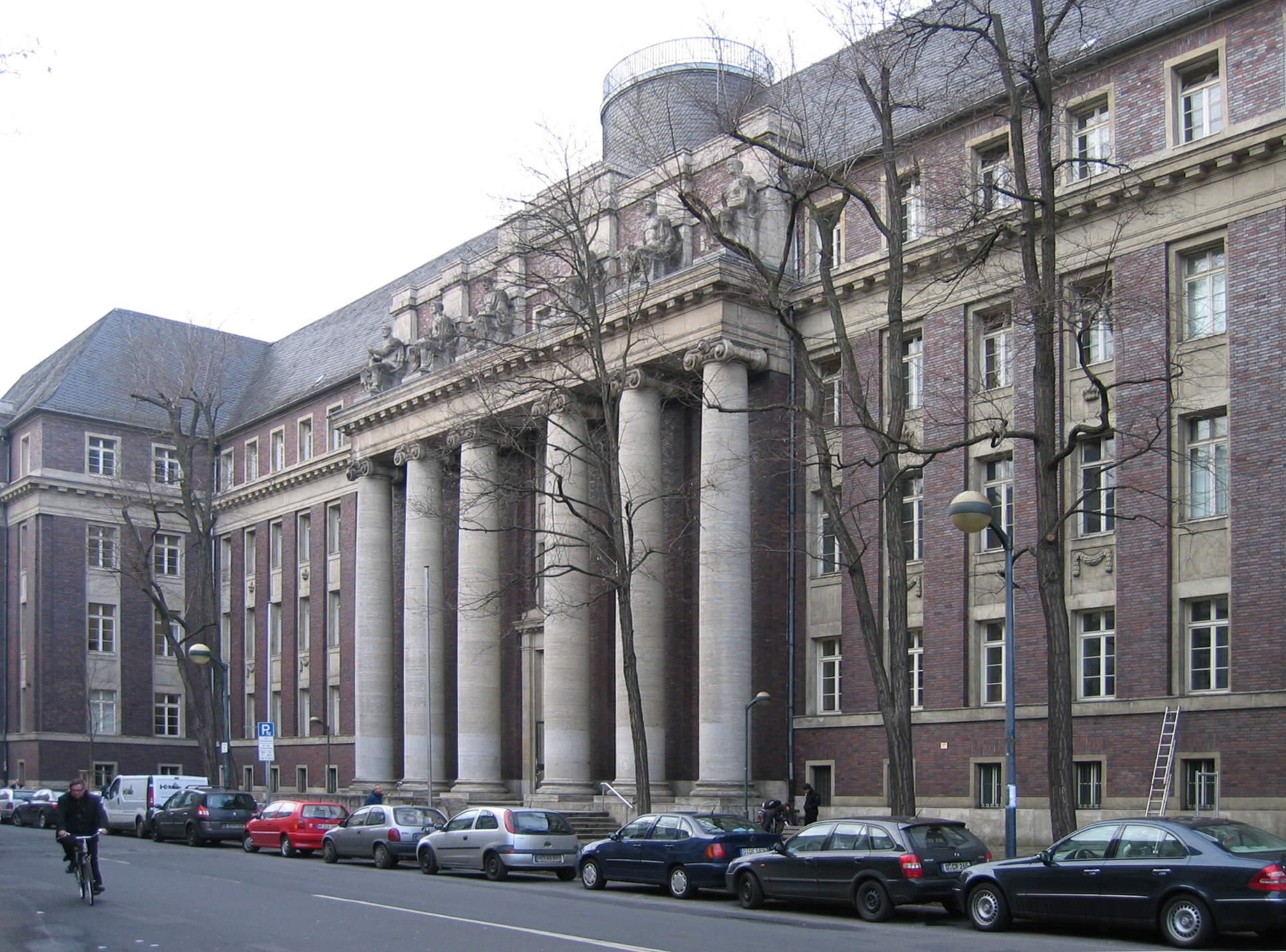
Ehemaliges Gebäude des Landgerichts Düsseldorf

Am 24. Mai 1974 wurde Zahl vom Landgericht Düsseldorf wegen fortgesetzten Widerstands gegen die Staatsgewalt in Tateinheit mit gefährlicher Körperverletzung zu einer Freiheitsstrafe von vier Jahren verurteilt. Eine Tötungsabsicht, auch in Form des bedingten Vorsatzes, verneinte das Gericht mit den Worten: „Die Tötung menschlichen Lebens ist hier nicht persönlichkeitsadäquat“. Nachdem die Staatsanwaltschaft Revision eingelegt hatte, hob der 3. Strafsenat des Bundesgerichtshofes 1975 das Urteil mit der Begründung auf, die Erstinstanz habe „den Rechtsbegriff des bedingten Vorsatzes verkannt“. Dieser liege vor, „wenn der Täter bewußt hinnimmt, daß seine Handlung, auf die er unter keinen Umständen verzichten will, den von ihm als möglich und nicht ganz fernliegend erachteten schädlichen Erfolg herbeiführen kann“. Zudem habe das Landgericht Düsseldorf näher ausführen müssen, „welche Umstände die Erwartungen oder auch nur die berechtigten Hoffnungen des Angeklagten rechtfertigen konnten, daß er seine Verfolger nur verletzen, aber nicht töten werde“.
In einem neuen Verfahren vor dem Landgericht Düsseldorf wurde Zahl am 12. März 1976 wegen versuchten Mordes in zwei Fällen zu einer Gesamtfreiheitsstrafe von 15 Jahren verurteilt. Die Kammer folgte der Urteilsbegründung des Bundesgerichtshofs und sah es als erwiesen an, dass der Angeklagte die Tötung der beiden Polizeibeamten „billigend in Kauf genommen“ habe. Er habe „unzweifelhaft erkannt“, dass durch seine abgegebenen Schüsse „die Möglichkeit tödlicher Verletzungen bestand“, und habe dies, für den Fall des Eintritts, auch „gebilligt“. Die Merkmale eines Mordes nach § 211 StGB seien darin zu sehen, dass der Angeklagte die Straftaten der Urkundenfälschung, des unerlaubten Waffenbesitzes und der gefährlichen Körperverletzung zu verdecken suchte.
In seinem Schlusswort sprach Zahl von einer „Faschisierung der westdeutschen Gesellschaft“ und der „Verpolizeilichung der Politik“. Nach einem ausführlichen Diskurs, dass die Gewalt vom Staat ausgehe, äußerte er, in Replik auf ein Zitat von Walter Benjamin, wo Kapital, Staat und Bürokratie herrschten, könne es keine gewaltlose Einigung geben. Schließlich erklärte er, wer „so gefährlich“ wie er dargestellt werde, der müsse, „wenn er es weiterhin wagt, für Leben und Menschenwürde, auch noch im Gefängnis, weiter zu kämpfen, physisch zerstört werden. Wenn schon nicht durch den Schornstein, dann wenigstens – 15 Jahre.“ Mit dem zweiten Urteil schöpfte das Gericht bei der Verhängung von 15 Jahren das Höchstmaß des Strafrahmens für zeitige Freiheitsstrafen aus und begründete dies mit dem politischen Hintergrund Zahls, der Angeklagte sei „von einem tiefgreifenden Haß auf unser Staatswesen ergriffen“.
Das Urteil löste eine öffentliche Kontroverse aus, der Schriftsteller selber bezeichnete es als „Gesinnungszuschlag von 11 Jahren“. In der Wochenzeitung Die Zeit vom 11. Februar 1977 warf Fritz J. Raddatz die Frage auf, warum die Kammern des Landgerichts zu derart unterschiedlichen Urteilen kommen konnten. Auch wenn er keinen Freibrief für „sich freischießende Ausgeflippte“ fordere, so könne man sich doch des Eindrucks „nicht erwehren, daß hier über die Verurteilung einer Tat hinaus auch eine Gesinnung bestraft wird“. Dem widersprach fünf Monate später der Journalist Gerhard Mauz mit einer Veröffentlichung im Nachrichtenmagazin Der Spiegel im Juli 1977; Zahl sei kein spezieller „Terror-Spruch“ widerfahren, sondern er habe erlebt, was andere Straftäter auch erleben mussten: „Er geriet an den Rechtsbegriff des bedingten Vorsatzes.“
In Kommentaren vielfach zitiert wurde das Gedicht im namen des volkes, mit dem Zahl seine Sicht auf die Verurteilungen literarisch verarbeitete:
„am 24. mai 1974

verurteilte mich

das volk

[…]

zu vier Jahren

freiheitsentzug

am 12. märz 1976

verurteilte

mich das volk

[…]
in gleicher sache

zu fünfzehn jahren

freiheitsentzug

ich finde

das sollen

die völker

unter sich ausmachen

und mich

da rauslassen.“

#### Strafverbüßung
Zahl war in den ersten Jahren seiner Strafverbüßung den Bedingungen der Einzelhaft unterworfen, zunächst in der Justizvollzugsanstalt Köln-Ossendorf, ab 1977 in der Justizvollzugsanstalt Werl, zeitweise auch in der Justizvollzugsanstalt Bochum. Er sah sich als politischen Gefangenen und beteiligte sich an einigen von zu der Zeit ebenfalls in verschiedenen Gefängnissen einsitzenden RAF-Häftlingen organisierten kollektiven Hungerstreiks für bessere Haftbedingungen. Die Haftzeit nutzte er für ein umfangreiches literarisches Schaffen, das er selbst damit kommentierte, dass es ihm das Überleben sichere. 1974 wurde ein von ihm aus der Haftanstalt an einen Verlag gerichtetes Roman-Manuskript mit dem Titel Isolation durch einen richterlichen Beschluss von der Beförderung ausgeschlossen, weil eine Veröffentlichung die Sicherheit und Ordnung der Anstalt gefährden könne. Es kam zu öffentlichen Protesten des P.E.N.-Zentrums Deutschland und des Verbandes deutscher Schriftsteller. Erschienen ist der Text 1979 unter der Herausgeberschaft des Literaturwissenschaftlers Ralf Schnell im Band Schreiben ist ein monologisches Medium. Dialoge mit und über Peter-Paul Zahl.
Im Februar 1980 verlieh die Rudolf-Alexander-Schröder-Stiftung dem inhaftierten Schriftsteller für seinen Roman Die Glücklichen den Literaturpreis der Stadt Bremen. Er durfte anlässlich der Preisverleihung die Haftanstalt verlassen und den Preis persönlich entgegennehmen. Der Vorgang wurde öffentlich als „kulturpolitischer Eklat“ diskutiert. Im Jahr 1980 verlegte man Zahl in den Normalvollzug nach Berlin in die Justizvollzugsanstalt Tegel. Von 1981 an war er Freigänger und konnte diesen Status in den Jahren 1981/1982 für ein Regievolontariat an der Berliner Schaubühne nutzen. In dieser Zeit verfasste er zudem ein Theaterstück über Georg Elser, das in der Spielzeit 1981/1982 im Schauspielhaus Bochum erstmals inszeniert wurde. Er konnte an der Premiere am 27. Februar 1982 teilnehmen, da er zu diesem Zweck Hafturlaub erhielt.
Im Dezember 1982 wurde Peter Paul Zahl nach Verbüßung von zwei Dritteln der Strafe aus der Haft entlassen. Zuvor war im November 1980 ein Wiederaufnahmeantrag des Verfahrens und im April 1981 ein von Heinrich Böll, Ernesto Cardenal und anderen prominenten Kulturschaffenden unterstütztes Gnadengesuch abgelehnt worden.

### Mittelamerika 1983 bis 2011
Nach seiner Haftentlassung hielt sich Peter-Paul Zahl mit politischen Aktivitäten in der Bundesrepublik zurück. In einem Interview Mitte der 1990er Jahre begründete er dies gegenüber der Tageszeitung (taz) damit, dass er anderenfalls gegen seine Bewährungsauflagen hätte verstoßen können. So habe er bereits als Freigänger die Hausbesetzerdemos als ungeheuer spannende Zeit, demgegenüber aber auch die Militanz auf Seiten der Polizei erlebt:
„Ich habe Deutschland die Möglichkeit zur tätigen Reue gegeben, es hat die Bewährung aber nicht bestanden. […] Ich kann mich keine fünf Jahre bewähren, wenn ich da mitmache, dann bin ich irgendwann wieder im Knast.“

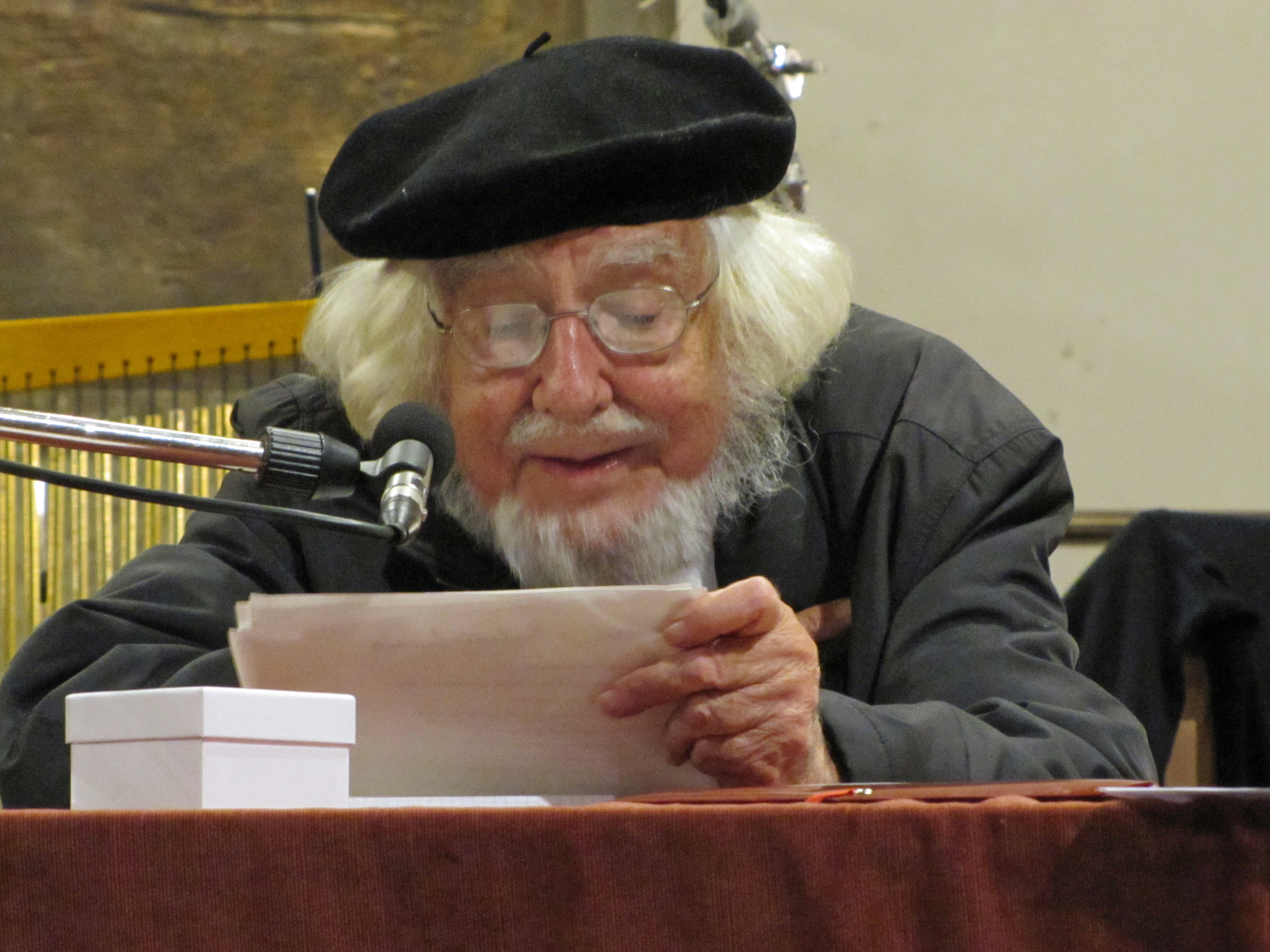
Der nicaraguanische Dichter Ernesto Cardenal (hier bei einer Lesung 2012 in Frankfurt am Main) setzte sich zu seiner Zeit als Kulturminister Nicaraguas während und nach Zahls Haft für ihn ein.

Stattdessen nahm er einige Einladungen aus dem Ausland an. Er unterstützte in Mittelamerika verschiedene neomarxistisch orientierte Bewegungen wie etwa das New Jewel Movement um Maurice Bishop auf dem südostkaribischen Inselstaat Grenada und die FSLN in Nicaragua. So nahm Zahl die vom Bildungsministerium Grenadas gestellte Anfrage zum Aufbau eines Theaters an, wurde jedoch nach der US-Invasion von 1983 des Landes verwiesen.
1984 beteiligte er sich in Italien an der Sommeruniversität Toskana und verbrachte einige Zeit auf den Seychellen.
Nach einer Empfehlung von Ernesto Cardenal, der zur Zeit der Nicaraguanischen Revolution zwischen 1979 und 1987 Kulturminister von Nicaragua war, übernahm Zahl 1985 die Ausbildung von Schauspielern und Regisseuren in einem Volkskulturzentrum in Bluefields an der Karibikküste. Nach sieben Monaten gab er diese Tätigkeit auf, da er laut eigenen Aussagen Probleme mit dem Rassismus und Machismus der Hardliner unter den Sandinisten hatte. Trotz dieser relativ enttäuschenden Erfahrungen blieb Zahl seiner bevorzugten Auslegung eines karibischen Lebensgefühls verbunden. Er ließ sich 1985 in Long Bay, Portland auf Jamaika nieder. In einem Interview gab er an, dass er in diesem Land die Faulheit schätze, „also ein bisschen easy going zu machen, dafür ist Jamaica das ideale Land. Die Leute hier sind anarchoid, also obrigkeitshassend und sehr antiautoritär und damit verbunden sehr willensstark.“

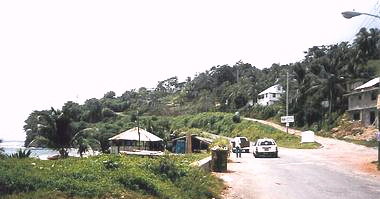
Rose Hill Cottage in Long Bay – Peter-Paul Zahls Wohnort an der Ostküste Jamaikas

1986 heiratete er zum zweiten Mal. Seine Frau gebar im Dezember desselben Jahres eine Tochter. Der Aufenthaltsort Zahls und seiner Familie wechselte in den Folgejahren mehrfach zwischen Long Bay und Ratingen im Rheinland. In einigen Autorenporträts ist angegeben, dass er insgesamt neun Kinder in fünf verschiedenen Ländern hat, darunter drei Stieftöchter. Bei seinen regelmäßigen Besuchen in Deutschland arbeitete Zahl an Theaterinszenierungen und unternahm Lesereisen. Er veröffentlichte weiterhin Prosa und Lyrik, schrieb Theaterstücke für deutsche Bühnen und trat ab 1994 als Autor von Kriminalromanen hervor.
1995 ließ sich Peter-Paul Zahl in Jamaika einbürgern, ohne zuvor eine Beibehaltungsgenehmigung für die deutsche Staatsangehörigkeit einzuholen. Dadurch ging diese nach deutschem Recht automatisch verloren. Im September 2002 zog die deutsche Botschaft in Kingston daher seinen Reisepass ein. Nach einem Antrag auf Wiedereinbürgerung stellte ihm das Bundesverwaltungsamt in Köln am 8. November 2004 eine Einbürgerungsurkunde aus; das Auswärtige Amt händigte ihm im Mai 2005 einen Reisepass aus. Unabhängig davon urteilte das Berliner Verwaltungsgericht, vor dem Zahl geklagt hatte, am 19. April 2006, dass der Verlust der deutschen Staatsangehörigkeit 1995 nicht eingetreten sei, da Zahl zu diesem Zeitpunkt noch einen Wohnsitz in Deutschland unterhielt und somit nach der bis 2000 geltenden „Inlandsklausel“ keine Beibehaltungsgenehmigung erforderlich gewesen wäre. Zahl hatte nach seiner Wiedereinbürgerung weiterhin die jamaikanische Staatsbürgerschaft.
Peter-Paul Zahl starb im Alter von 66 Jahren am 24. Januar 2011 im Krankenhaus von Port Antonio, nachdem er sich im Vorjahr in Jamaika und Deutschland wegen eines Krebsleidens hatte behandeln lassen.

## Literarisches Werk
Peter-Paul Zahls literarisches Werk umfasst Gedichte, Essays, Romane, Theaterstücke, aber auch Sozialreportagen, Aufrufe, Artikel und Pamphlete. Bekannt wurde er vor allem durch seine staatskritischen Gedichte und seinen Roman Die Glücklichen. Ein Schelmenroman, den er während seines Gefängnisaufenthalts schrieb und der 1979 veröffentlicht wurde. Er schrieb unter anderem für den Rotbuch Verlag in Berlin. Anlässlich seines 65. Geburtstages im Jahr 2009 und mehr noch in zahlreichen Nachrufen 2011 würdigten die deutschen Medien sein Gesamtwerk. So wurde es als zutiefst politisch, aber undogmatisch beschrieben, er war als Bad Boy der Literaturszene verschrien, meinte die Lektorin Gabriele Dietze, da er in kein Klischee gepasst habe. Hervorgehoben wird seine Ironie und insbesondere Selbstironie sowie ein „sehr lustbetontes Verhältnis zu seinem eigenen Text“. Mit seiner Prosa hat Peter-Paul Zahl „gerne die Abgründe der guten Gesellschaft erkundet und den kleinen Gesetzesbrechern Denkmäler [ge]setzt“, notierte der Philologe Wolfgang Harms. Er galt nicht als politischer Theoretiker oder großer Denker, doch als kluger und begabter Schriftsteller und guter Erzähler. Viele seiner Veröffentlichungen sind „schrill, aggressiv, nahezu unerträglich plakathaft […] mit spitzbösen Lanzenangängen“, wie der Feuilletonist Fritz J. Raddatz bereits 1977 schrieb, doch aus ihnen spricht eine „als Lakonie getarnte Enttäuschung, ein Achselzucken der Vergeblichkeit“.

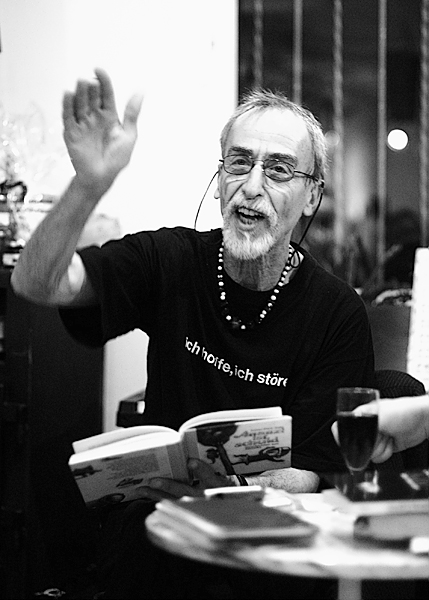
Peter-Paul Zahl bei einer Lesung im Ratinger Buch-Café Peter & Paula am 28. September 2006. Der T-Shirt Aufdruck „Ich hoffe, ich störe“ gilt als für Zahls nonkonformistischen Lebensstil bezeichnendes Motto, und persifliert in polemischer Form die verbreitete Floskel einer „Entschuldigung für die Störung“

Verglichen wurde Zahl aufgrund seiner Biografie und der Entstehungszusammenhänge seines Werks mit François Villon, Blaise Cendrars und auch Miguel de Cervantes, mit dem deutlichen Verweis auf die schriftstellerischen Tätigkeiten während Haft und Gefangenschaft. Politisch naheliegend scheint auch das Suchen nach Parallelen zu Erich Mühsam und Ernst Toller, dabei wird insbesondere das von Toller 1924 in der Haft verfasste Schwalbenbuch genannt, denen Peter-Paul Zahls Knastlyrik nicht nachstehe. Zahl selbst bezog sich in seinen Schriften vielfach auf Georg Büchner und Walter Benjamin, eine besondere Verehrung hatte er für Friedrich Hölderlin. So unterstützte er Mitte der 1970er Jahre die anfangs umstrittene Herausgabe der Frankfurter Hölderlin-Ausgabe von D. E. Sattler mit einem offenen Brief in den Blättern zur Frankfurter Ausgabe Nr. 1:

„Warum schließt ihr die Ohren? Warum verstopft ihr eure Poren? — Warum schließt ihr die Augen? Warum, verdammt, wehrt ihr euch, gegen die Zärtlichkeit und die Schönheit und ihre Derivate in der Sprache […]. Kommt, Schwestern und Brüder, ihr habt öfter Zeit, als ihr meint, lest doch mal Hölderlin, hört doch mal zu, was er uns zu sagen hat. Es lohnt.“

Publiziert hat Zahl vor allem in Verlagen der Undergroundpresse, aber auch in renommierten Unternehmen wie Rowohlt, Luchterhand oder bei Wagenbach. Doch überdeckte der „Ruf als Politaktivist“ seinen literarischen Rang, zuletzt „mied ihn der etablierte Literaturbetrieb zusehends“, schrieb Jörg Sundermeier 2011 in der taz.

### Frühwerk
Als erste Veröffentlichungen Peter-Paul Zahls, die erhalten blieben, gelten zwei sogenannte Spartacus-Flugblattgedichte von 1966. Sie waren als großformatige Maueranschläge gestaltet und dienten der Plakatierung lyrischer Texte, hier unter den Überschriften Berufsethos und Der Schornsteinmaurer. Beide fanden Eingang in die Sammlung zeitgeschichtlicher Dokumente des Deutschen Historischen Museums in Berlin. 1968 veröffentlichte er die Erzählung Elf Schritte zu einer Tat, der Polyphem-Verlag brachte das Buch mit elf Lithographien der Künstlerin Dora Elisabeth von Steiger als limitierten und nummerierten Handpressendruck heraus.
1970 erschien Zahls erster Roman Von einem der auszog, Geld zu verdienen, der von einem jungen Mann handelt, der in ländlicher Gegend keine Arbeit findet und nach West-Berlin kommt. In der Stadt frustrieren ihn persönliche und politische Verhältnisse, er zieht weiter „in den Osten“ und wird von dort als unerwünscht wieder zurückgeschickt. Das Erstlingswerk fand Einzug in die Literaturkritik des Nachrichtenmagazins Der Spiegel, die hervorhob, dass das literarisch vernachlässigte Thema Lohnarbeit, entgegen dem überalterten Begriff von Realismus, auch mit neueren Stilmitteln behandelt werden kann. Diese sind nicht allein rhetorisch, das Buch ist gestaltet mit im Kontext angelegten Collagen aus Fotos, Zeichnungen und Schlagzeilen. Die abschließende Feststellung lautet: „Aber dieses Stück Agitationsliteratur überfordert die Leser …“
Weitere Texte veröffentlichte Zahl zwischen 1968 und 1970 insbesondere in der von ihm selbst herausgegebenen Reihe der zwergschul-ergänzungshefte. Dabei gilt das Nachwort zu der Ausgabe Nr. 4, die den Nachdruck von Georg Büchners Hessischem Landboten aus dem Jahr 1834 enthielt, als politische Stellungnahme Zahls. Er sieht die sozialrevolutionäre Bedeutung von Büchners Flugschrift ebenso gewichtig wie die des 1848 erschienenen Kommunistischen Manifests von Karl Marx, zudem hätten diese „wortgewaltigen Dokumente deutscher Revolutionäre“ für die unterdrückten Klassen „grelle Aktualität“.

### Literarisches Schaffen im Gefängnis
Die Haftzeit von 1972 bis 1982 war eine der produktivsten Schaffensphasen Peter-Paul Zahls. Er selbst sagte dazu: „Ich hab nur halt im Knast irrsinnig viel geschrieben. Um besser überleben zu können, […] Übersetzungen, Aufsätze, den Roman Die Glücklichen, immens viele Beschwerden, Gedichte.“
Als Erstausgaben herausgegeben wurden in dieser Zeit, neben dem Roman Die Glücklichen und dem Theaterstück Johann Georg Elser. Ein deutsches Drama, mehrere Aufsatz- und Artikelsammlungen sowie fünf Lyrik- und zwei Prosabände. Der Schriftsteller Michael Buselmeier beschreibt seine Gedichte als spezifische und explizite Politik, die Ausdruck des Scheiterns der antiautoritären Bewegung seien. Durch ein geschlossenes Begriffssystem als Weltanschauung ordne er seine Poesie politischen Strategien unter. Entsprechend sei Widerstand für Zahl nicht existenziell-biografische Erfahrung, sondern kollektive Gegenwehr, zu der operative Literatur aufrufen müsse.
„es ist zeit

vier augen zu haben

rücken an rücken

kämpft es sich besser

da hat man mehr mut“
Ab 1973 schrieb Zahl an dem 1979 veröffentlichten Werk Die Glücklichen, es ist unter der Gattung des Schelmenromans angelegt und wird so bereits mit dem Untertitel benannt. Auch im Stil finden sich vielerlei Anknüpfungspunkte an die pikareske Literatur, die Helden der Geschichte leben im Milieu einer Kreuzberger Ganovenfamilie, die Erzählperspektive nimmt Partei für eine von Zahl imaginierte marginalisierte und sozial unterprivilegierte Schicht. Zugleich aber ist es die an einer subjektiven Realität orientierte Darstellung des Aufbruchs der 68er-Bewegung, die zwischen staatlicher Repression und der Zuspitzung der eigenen politischen Fragen zerrieben wird. So ist die Auseinandersetzung um einen bewaffneten Kampf im Untergrund eine zentrale Frage, die Protagonisten kritisieren die RAF und die Bewegung 2. Juni als eine sich isolierende „kämpfende Avantgarde“. Dem „Mythos RAF“ werden die subversiven Aktivitäten der Hauptpersonen entgegengestellt, die im Umfeld sich selbst als „subproletarisch“ einschätzender Anarcho-Kreise in der Stadtteilarbeit wirken, eine Partei gegen die Arbeit gründen und die Zeitschrift Der Glückliche Arbeitslose herausgeben. Diese ist als 25-seitiges Typoskript, gestaltet vom Comiczeichner Gerhard Seyfried, zwischen dem neunten und zehnten Kapitel eingefügt, so wie der gesamte Roman mit Collagen, Zeitungsausschnitten und Zeichnungen hinterlegt und mit verschiedenen Stilformen und Sachtexten durchbrochen wird. Die Erzählung lebt zudem vom Spannungsfeld zwischen der Fiktion eines sinnlichen, weltzugewandten Kollektivs der Subkultur und der weltentrückten Situation des Autors in der Einzelhaft.
Der Roman geriet in den 1980er Jahren zum Kultbuch einer linksalternativen Szene, die von den Ereignissen um das Jahr 1968 geprägt war und „sich vom selbstzerstörerischen Aktionismus der RAF zu lösen begann“. Sehr prägnant ist die Äußerung der Radioredakteurin Sabine Peter, die es als eine „Textdroge, die in allem Witz auch entschiedenen Zorn auf die gesellschaftlichen Verhältnisse zeigte“ beschrieb. Dreißig Jahre nach seinem Erscheinen wurden Die Glücklichen als Werk einer Erinnerungskultur eingeordnet, Peter-Paul Zahl habe, so der Literaturwissenschaftler Jan Henschen, „einen Ursprungsmythos inszeniert, er habe versucht, die Geschichte für sich und seine Generation verfügbar zu machen“.

### Bühnenwerke
Während der letzten beiden Jahre seines Gefängnisaufenthalts schrieb Zahl das 1982 veröffentlichte Theaterstück Johann Georg Elser. Ein deutsches Drama. Er griff damit die bis dato öffentlich wenig beachtete Geschichte des Schreiners Georg Elser (1903–1945) auf, der am 8. November 1939 im Münchener Bürgerbräukeller ein Bombenattentat auf Adolf Hitler verübte und kurz vor Kriegsende im KZ Dachau ermordet wurde. Mit dem Bühnenwerk wurde dem lange Zeit ignorierten Widerstandskämpfer ein Denkmal gesetzt. Darüber hinaus hat Zahl „den deutschen Faschismus aus der Exotik des ‚ganz Anderen‘ herausgeholt und seine erschreckende Nähe und Aktualität aufgezeigt“. Das Stück wurde in der Spielzeit 1981/1982 am Schauspielhaus Bochum von Claus Peymann und Hermann Beil inszeniert und unter der Regie von Alfred Kirchner am 27. Februar 1982 uraufgeführt. Die Kritiken hoben sowohl die Bedeutung Elsers hervor wie den Hintergrund, dass diese durch den in Haft einsitzenden Schriftsteller herausgearbeitet wurde. Der Spiegel schrieb: „Zahl, der einstmals gewiß Held und Märtyrer sein wollte, hat in seinem ‚Elser‘ einen Helden und Märtyrer porträtiert. Darin ist ihm sein Stück gelungen – trotz allem aufgepackten Polit-Ballast.“
Spätere Bühnenwerke Zahls erreichten weder die Aufmerksamkeit noch die Achtung, die das Elser-Stück erhalten hatte. Mit Fritz, a German Hero oder Nr. 477 bricht aus inszenierte Zahl ein Jugendtheaterstück, das am 12. Februar 1988 unter der Regie von René Geiger am Nationaltheater Mannheim uraufgeführt wurde. Es ist eine Darstellung über die Vereinnahmung Friedrich Schillers durch Politiker und Germanisten aller Epochen. Die 1990 veröffentlichte Komödie Die Erpresser schrieb Zahl gemeinsam mit dem österreichischen Liedermacher Georg Danzer, der das Stück vertonte und drei der Liedtexte schuf. Es wurde von der Kritik, hier in der taz, als „pubertäres Klamaukstück mit uralten Politkalauern, Herrenwitzen und schwülstigen Agitprop-Monologen“ verrissen. Don Juan oder der Retter der Frauen ist ebenfalls eine Komödie, die Zahl nach Motiven von Tirso de Molina schuf. Sie wurde am 20. Juni 1998 im Rahmen der Heidenheimer Volksschauspiele uraufgeführt.

### Jamaikanischer Einfluss
1994 brachte Zahl unter dem Titel Der schöne Mann seinen ersten Kriminalroman heraus, der ein Jahr später mit dem Friedrich-Glauser-Preis ausgezeichnet wurde. Der Autor schuf darin die Figur des jamaikanischen Privatdetektivs Aubrey Fraser, genannt Ruffneck oder auch Ruff, der als lebenslustiger Genießer gezeichnet und nach Vorbildern von Dashiell Hammett angelegt ist. Bis 2005 folgten fünf weitere Titel mit diesem Protagonisten. Die Reihe wird von der Kritik als „vorzügliche länderkundliche Einführung in die Insel“ besprochen, die Blick auf Land und Leute, auf Geschichte, koloniale Vergangenheit und gesellschaftliche Zustände nimmt. Neben der Handlung wird das „schöne Land mit seinen Menschen, den Gewohnheiten und Eigenheiten, dem Geschmack und dem Geruch der einheimischen Küche“ geschildert, aber auch deren Schattenseiten, die Verstrickungen von Gewalt, Politik und Korruption, angeprangert.
In dem 1999 herausgegebenen Kinderbuch Ananzi ist schuld sowie der in englischer Sprache erschienenen Sammlung von Kurzgeschichten Anancy Mek It, erschienen 2003, griff Zahl auf die in der jamaikanischen Mythologie verankerte Figur Anancy zurück, eine Spinne mit typischen Attributen des Tricksters. Zudem schrieb Zahl ein Kochbuch über die karibische Küche (1998) und einen Reiseführer über seine Wahlheimat (2002).
Mit Der Domraub veröffentlichte Zahl 2002 einen zweiten Schelmenroman. Die Handlung ist in Deutschland angelegt, erzählt wird von einem in Belgrad geborenen Kunstdieb in der Rolle des kleinen, sympathischen Gauners, den zwielichtige Agenten überreden, den Kölner Domschatz zu rauben. Am Ende ist er der Sündenbock für andere Unterweltler und staatliche Institutionen, die ihn gemeinsam ins Gefängnis bringen wollen. Der Roman, so die Literaturkritikerin Maike Albath, ist als eine „satirische Abrechnung mit der bundesrepublikanischen Rechtsprechung“ zu verstehen, doch der Autor mache es sich viel zu leicht, wenn er versuche, mit ein paar altertümlichen Floskeln und Kalauern einen Helden zu schaffen, der gegen das System zu Felde ziehe.

## Rezeption
Zu seinen Lebzeiten war die Rezeption seines Werkes in der Regel überlagert von Betrachtungen zu seiner Person und Kontroversen um seine Verurteilungen. Noch in den Nachrufen wird diese Polarisierung deutlich. Während ihn Die Welt Kompakt im Januar 2011 als Anarcho-Autor und Propagandist linksterroristischer Gruppen bezeichnet, verweist die Frankfurter Rundschau am selben Tag auf den politischen Häftling, der aufgrund eines Justizskandals lange Jahre im Gefängnis saß.
Bereits im Mai 1976 führten der Historiker Golo Mann und der Literaturkritiker Marcel Reich-Ranicki einen Disput um die Verknüpfung von Person und Werk. Nach der Verkündung des umstrittenen zweiten Urteils gegen Zahl hatte die FAZ in der Reihe der von Reich-Ranicki begründeten Frankfurter Anthologie dessen Gedicht mittel der obrigkeit abgedruckt:
„man muß sie gesehen haben

diese gesichter unter dem tschako

während der schläge

[…]

sage nicht: diese schweine

sag: wer hat sie dazu gebracht“
Ergänzt wurde die Veröffentlichung mit einer Kommentierung des Lyrikers Erich Fried. Golo Mann fragte in einem Brief vom 26. Mai 1976, „wie konnten Sie die bisher doch so gelungene ‚Frankfurter Anthologie‘ verunzieren und das elende Zeug jenes Polizistenmörders bringen, zusammen mit dem entsprechenden Kommentar des Herrn Fried?“ Reich-Ranickis Antwort vom 31. Mai 1976 lautete:
„Was das Gedicht des Polizistenmörders betrifft, ich glaube, der Satz stammt von Wilde, daß damit, daß einer seinen Wechsel nicht bezahlt, noch nicht bewiesen sei, daß er schlecht Geige spielt.“

### Auseinandersetzung mit der RAF

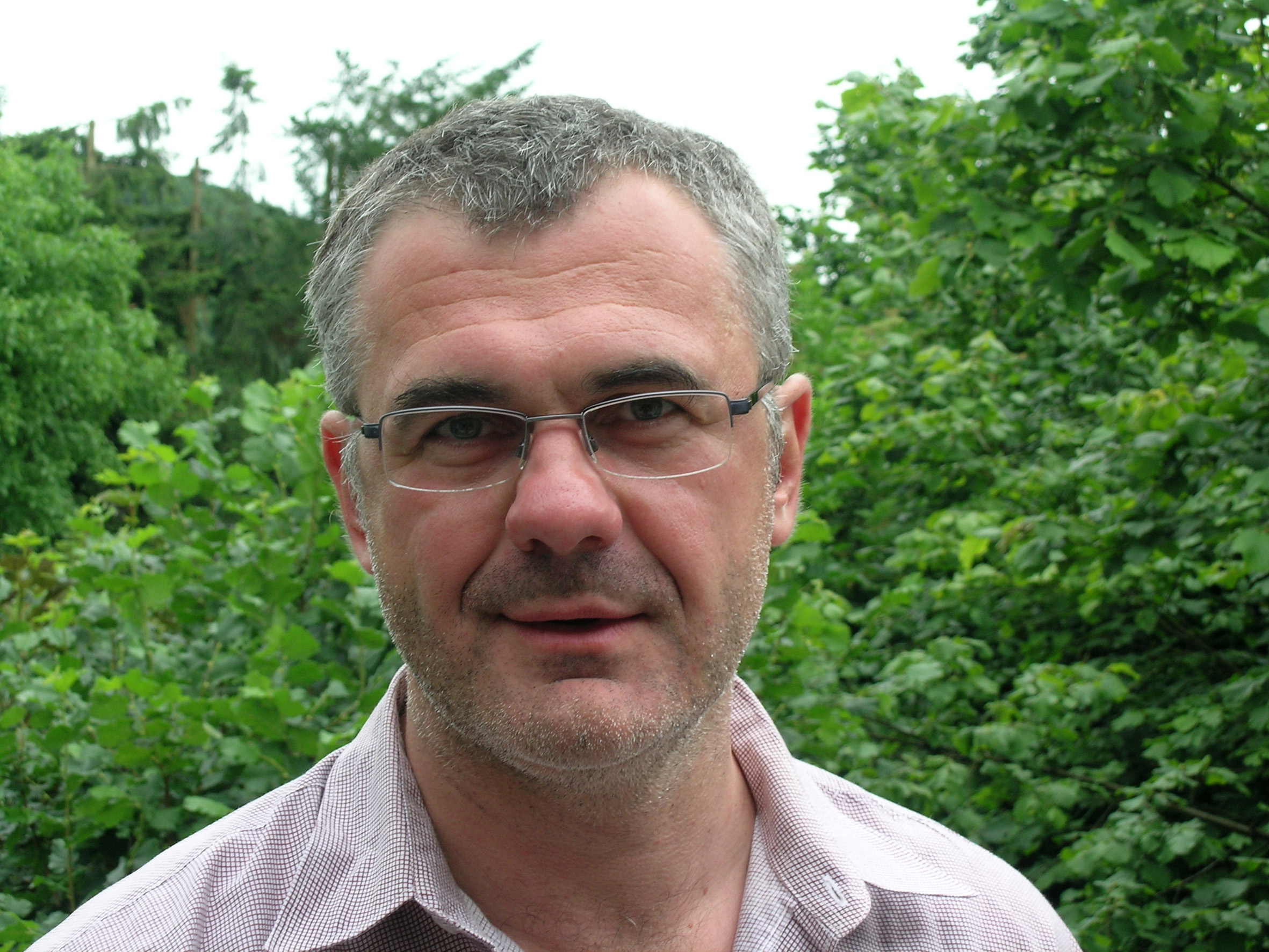
Enno Stahl, 2008

In einem Artikel mit dem Titel Literatur und Terror aus dem Jahr 2003 setzt sich der Journalist und Schriftsteller Enno Stahl mit der Rezeption der RAF in der Literatur auseinander und stellt fest, dass die Beschäftigung mit dem Thema fortdauernd aus der „verhetzten Atmosphäre“ der 1970er Jahre mit einem Stigma behaftet sei. Einer der Gründe sei „die mythische Überhöhung, die der realen Wirksamkeit und theoretischen Fundamentierung der RAF im Negativen wie im Positiven zuteil wurde“. Peter-Paul Zahls Die Glücklichen sei einer der ersten Romane, die sich explizit mit dem Sujet beschäftigten. Als Drucker der Agit 883 und Mitherausgeber der Fizz kannte er die Entwicklungen „linksradikaler Milieus speziell in Berlin aus eigener Anschauung“. Der Roman zeichne diesen Prozess nach und strebe stellenweise eine Auseinandersetzung mit der RAF und der Bewegung 2. Juni an. Dabei begegne der Autor ihnen mit „einer Haltung kritischer Sympathie“, die Legitimität von Gewalt bezweifle er nicht grundsätzlich, sondern will sie „vom Volk selbst“ ausgehen sehen:

„Die Frage lautet nicht: legal oder illegal? Sie lautet: ist sie massenhaft, diese Gegengewalt, entspricht sie dem Ziel, ist sie basisdemokratisch legitimiert? Die Insurrektion, der Aufstand, ist nicht die Soziale Revolution. Der Begriff der Insurrektion ist ein Begriff des politischen Verstandes; die klassische Periode des politischen Verstandes ist die französische Revolution, Marx, Kritische Randglossen, der Revolutionsbegriff der RAF ist ein bürgerlicher.“

Damit kratze Zahl an der „Avantgarde des revolutionären Kampfes“, deren Vorgehen nicht moralisch bedenklich, sondern politisch falsch sei. Mit der Entmythisierung der RAF aber nehme er gleichzeitig die Konstruktion eines neuen Mythos vor, indem er das von ihm imaginierte „Lumpenproletariat“ und die Spaßguerilla auf die gute Seite eines schwarz-weiß gemalten Gesellschaftsbildes stelle.
Die Literaturwissenschaftlerin Sandra Beck analysiert in einer Studie im Jahr 2008 ebenfalls die Frage nach der literarischen Verarbeitung des westdeutschen Terrorismus und nimmt Zahls Roman als Beispiel eines Textes, der unter dem unmittelbaren Eindruck des Deutschen Herbstes entstanden ist. Dabei weist sie auf die bereits in den 1970er Jahren einsetzende mediale Stilisierung des Autors zum „RAF-Verbindungsmann“ und „Kopf der Bewegung 2. Juni“ hin, die dazu geführt habe, dass seine Werke „unter dem Blickwinkel des ‚terroristischen Schriftstellers‘ rezipiert wurden“. Beck geht auf die ausführlichen Darstellungen des Romans zur politischen Entwicklung der radikalen Linken ein, die Protagonisten verorten sich in einer gemeinsamen Vergangenheit mit der RAF und führen die Diskussion um die Legitimität von Gewalt in direkter Auseinandersetzung mit zitierten, „öffentlich verbotenen Schriften“. Sie lehnen den Terrorismus ab, weil er dieselbe bedingungslose Gewalt praktiziere wie das System, das er bekämpfe, „so dass Kreativität, Autonomie und Lustbefriedigung durch Brutalität, Disziplin und Dogmatismus ersetzt werden“. Die Literatur öffne im fiktiven Dialog einen ästhetischen Freiraum und mache sogleich deutlich, „dass diese diskursive Auseinandersetzung mit dem Terrorismus der RAF nur im Medium der Fiktion möglich ist“.

### Gefangenenliteratur

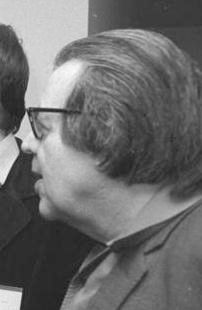
Erich Fried, 1981

Im Jahr 1977 gründete Erich Fried eine Initiativgruppe Peter-Paul Zahl, die Dokumentationen über den Fall herausgab und sich für die Wiederaufnahme des Verfahrens einsetzte. Als 1979 ein geplantes Proseminar an der Westfälischen Wilhelms-Universität in Münster über den inhaftierten Schriftsteller von der Leitung verboten wurde, äußerte Fried auf einer gegen das Verbot gerichteten Protestveranstaltung:

„Natürlich macht die Einkerkerung allein aus einem schlechten Gedicht kein wichtiges literarisches Werk, doch darf auch die Freiheitsberaubung als solche einen Dichter nicht ungeeignet für ein Seminar erscheinen lassen.“

In einem darauf folgenden Vortrag über Gefangenenliteratur führte er aus, dass das Schrifttum, das in Gefängnissen entsteht, international in einer „ansehnlichen Tradition“ stehe, mit Fjodor Dostojewski als bekanntestem Beispiel. Die Bedeutung der Gefangenenliteratur liege in der Reflexion der gesellschaftlichen Verhältnisse. Texte – insbesondere von aus politischen Gründen Inhaftierten, und in diesem speziellen Fall die Lyrik Peter-Paul Zahls – dienten nicht nur dem Überlebensversuch, sondern auch dem Widerstand gegen institutionelle Gewalt.
In diesem Sinne wird auch das Gedicht Häftlingstraum von Zahl interpretiert:
packen Sie

Ihre Sachen

Sie werden

sofort entlassen

Ihr Richter

hat gestanden
Knastlyrik biete die Chance, etwas über die Innenwelt von Gefängnissen zu erfahren, zugleich aber bestehe die Gefahr, dass Grenzen verschwömmen zwischen Recht und Unrecht, Richter und Angeklagtem, „draußen“ und „drinnen“.
Der Germanistikprofessor Helmut H. Koch griff, angeregt von dieser Auseinandersetzung, das Thema der „offensichtlich brisanten Literatur“ auf, gründete Anfang der 1980er Jahre die Dokumentationsstelle Gefangenenliteratur an eben der Westfälischen Wilhelms-Universität in Münster und ist Mitinitiator des 1988 eingerichteten Ingeborg-Drewitz-Literaturpreises für Gefangene. Koch sieht Gefangenenliteratur als notwendige Ergänzung zur etablierten Literatur, um die gesellschaftlich weitgehend ausgeklammerte Realität der Gefängnisse sichtbar zu machen.

### Arbeit und Müßiggang

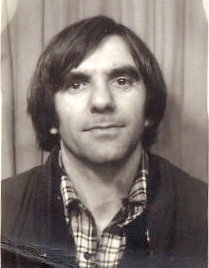
Rudi Dutschke

In einem 1980 posthum veröffentlichten Essay verglich Rudi Dutschke, einer der prominentesten Sprecher der APO, einige Aspekte in den Werken des Vormärz-Literaten Georg Büchner mit denen von Peter-Paul Zahl. Er sah beide als radikal-oppositionelle Dichter, die widerstehende Literatur geschaffen hätten. Zahl sei von Büchners existentialistischem Widerstands-Verständnis, das dieser bereits in jungen Jahren entwickelt hatte, ergriffen gewesen. Die frühe Lyrik Zahls hingegen bezeichnete er als „existentialistisches Widerstandsgemüt, im Wesentlichen individualistisch“. In der Zeit nach 1968 liege Zahls Bedeutung in der Rolle des Chronisten der antiautoritären Bewegung. Seine Publikationen und mehr noch seine Lebensgeschichte ermöglichten es, den Blick auf die eigene Geschichte zu relativieren und zu konkretisieren.
Neben Vergleichen von Positionen beider Schriftsteller zu revolutionären Niederlagen und Fragen der Liebe ist deren Auseinandersetzung mit der Arbeit als gesellschaftliche Kategorie zentrales Element in Dutschkes Essay. Büchner wende sich in seinem Werk vielfach antizipatorisch gegen Lohnsklaverei; zu fragen sei, ob Zahls Ausführungen zur glücklichen Arbeitslosigkeit als Vorstufen zukünftiger Arbeitsweisen im gleichen Sinne zu verstehen sind. Beispielhaft zitiert er Büchner:

„Unser Leben ist der Mord durch Arbeit; wir hängen sechzig Jahre lang am Strick und zappeln, aber wir werden uns losschneiden!“

Zahl nehme diese radikale Negation von Arbeit im Allgemeinen und Lohnarbeit im Besonderen in seinem Werk auf. Bereits in der Beschreibung der Arbeitsabläufe im Roman Von einem der auszog, Geld zu verdienen rücke der entfremdete und bedrückende Prozess in den Vordergrund, und die Sprache von Büchners Arbeitertypen klinge darin an:

„… wenn du Glück hast, bist du dann bei dir, wahrscheinlich aber bist du dann dazu zu müde.“

Dutschke stellte fest, „in diesem Roman war eine Stimme zu hören, die mit dem herkömmlichen und herrschafts- und klassenbewußt geförderten Namen ‚Studentenbewegung‘ nicht übereinstimmte“.
Noch deutlicher werde Zahls Sicht auf die Arbeitsverweigerung als grundlegende Voraussetzung für die Freiwerdung von menschlichen Entwicklungsbedürfnissen in dessen Aufsatz Müßiggang statt/oder Arbeit, der in bester Tradition Büchners, aber auch Paul Lafargues Recht auf Faulheit stehe. Zahl versuche, Lafargue und Bakunin mit Marx und Engels „zu verknoten“, was ihm von Teilen der marxistischen Linken den Vorwurf des Subjektivismus eingebracht habe. Dutschke hält diesen vor, die Kategorien Lebenszeit und Mußezeit in Marx’ Werk nicht zu kennen.
Im Roman Die Glücklichen bezieht sich Zahl explizit und an zentraler Stelle auf Büchners Verständnis von Arbeit und Müßiggang. Er leitet die Erzählung eines freizügigen und freigeistigen, lustbetonten Lebenskonzepts der Protagonisten, die einen anarchisch-libertären Sozialismus praktizieren und dem rigorosen Dogmatismus entgegensetzen, mit den Schlussworten aus der Komödie Leonce und Lena ein:

„Wir lassen alle Uhren zerschlagen, alle Kalender verbieten und zählen Stunden und Monden nur nach der Blumenuhr, nur nach Blüte und Frucht. […] und es wird ein Dekret erlassen, daß, wer sich Schwielen in die Hände schafft, unter Kuratel gestellt wird; daß, wer sich krank arbeitet, kriminalistisch strafbar ist; daß jeder, der sich rühmt, sein Brot im Schweiße seines Angesichts zu essen, für verrückt und der menschlichen Gesellschaft gefährlich erklärt wird.“

Dutschke bemerkte zu diesem Zitat, dass Büchner darin grundlegend kleinbürgerliches Denken im marxistischen Sinne überschreite. Die Literaturwissenschaftlerin Sandra Beck greift den Vergleich auf und führt aus, dass Zahl damit einen intertextuellen Gedächtnisraum eröffne und die geschilderte Alternative in einer Märchenwelt ansiedle, ganz in der Traditionslinie des märchenhaften Spiels von Büchner. Das Scheitern sei vorweggenommen, da die Protagonisten nicht der Zeit enthoben seien, sondern sich in einem konfliktbehafteten Verhältnis zur Außenwelt befänden. Damit werde „das konkrete Wunschbild im Rekurs auf Büchners Der Hessische Landbote unterminiert“.

### Musikalische Rezeption
Im Oktober 1978 vertonten Musiker der Wiener Band Schmetterlinge und der Hamburger Politrockgruppe Oktober Texte aus Zahls 1977 veröffentlichtem Lyrikband Alle Türen offen und nahmen eine Langspielplatte auf. Neben sechs Liedern spielte der Flamenco-Gitarrist Miguel Iven das über zwanzigminütige Stück Ninguneo ein, ein mit Musik hinterlegter Text über den Mord an dem Dichter Federico García Lorca. Beteiligte Musiker waren unter anderem Kalla Wefel, Andreas Hage, Beatrix Neundlinger, Ali Husseini und Willi Resetarits.
Der Hamburger Musiker Achim Reichel verarbeitete 1980 auf seinem Album Ungeschminkt unter anderem Zahls Gedicht Bessie kommt. Vertonungen von Texten Zahls sind auch von den Komponisten Holger Münzer und Heiner Goebbels bekannt.
Die Band Das Lunsentrio veröffentlichte 2021 auf dem Album 69 Arten den Pubrock zu spielen das Lied mit dem Titel Reggae für Peter-Paul Zahl.

## Werkübersicht (Auswahl)

### Gedicht- und Erzählbände
| - Elf Schritte zu einer Tat. Erzählungen, mit Lithographien von Dora Elisabeth von Steiger, Berlin 1968 - Schutzimpfung. Gedichte, Berlin 1975 - Die Barbaren kommen. Lyrik und Prosa, Hamburg 1976 - Wie im Frieden. Erzählungen, Leverkusen 1976 - Alle Türen offen. Gedichte, Berlin 1977 | - Freiheitstriebtäter. Lyrik, Prosa, Verfügungen, Gesetze, Maßnahmen und eine Valentinade, mit Zeichnungen von Ljubomir Ernst, Hamburg 1979 - Konterbande. Eine Gedichtauswahl, Frankfurt am Main 1982 - Aber nein, sagte Bakunin und lachte laut. Gedichte, Berlin 1983 - Ananzi ist schuld. Geschichten aus Jamaika, Berlin 1999 - Anancy Mek It. Bedtimes Stories, Kingston 2003 |

### Romane und Bühnenwerke
| - Von einem der auszog, Geld zu verdienen, Düsseldorf 1970 - Die Glücklichen. Schelmenroman, Berlin 1979 - Johann Georg Elser. Ein deutsches Drama, Berlin 1982 - Liebesstreik!, Komödie nach Aristophanes’ Lysistrata, 1984 - Die Insel oder Die Hoffnung der Besiegten, 1986 - Die Erpresser. Eine böse Komödie, Musik und Lieder von Georg Danzer, Berlin 1990 - Der Meisterdieb, Frankfurt am Main 1992 | - Fritz, a German hero. Schauspiel, Wien 1994 - Johann Georg Elser. Kammerspielfassung, Grafenau 1996 - Das Ende Deutschlands, Berlin 1997 - Don Juan oder der Retter der Frauen. Eine Komödie nach Motiven von Tirso de Molina, Grafenau-Döffingen 1998 - Der Domraub. Ein Schelmenroman, München 2002 |

### Kriminalromane der Fraser-Reihe
| - Der schöne Mann. Berlin 1994 (Band 1) - Nichts wie weg. Berlin 1994 (Band 2) - Teufelsdroge Cannabis. Berlin 1995 (Band 3); Überarbeitete Neuauflage unter dem Titel: Miss Mary Huana. Köln 2007 | - Lauf um dein Leben. Berlin 1996 (Band 4) - Im Todestrakt. Frankfurt 2005 (Band 5) - Kampfhähne. Frankfurt 2005 (Band 6) |

### Weitere Prosa
| - Die Lage der arbeitenden Klasse in Ulster 1970. Berlin 1970 - Das System macht keine Fehler. Es ist der Fehler. In: Stadtguerilla und Soziale Revolution. Emile Marenssin: Von der Vorgeschichte zur Geschichte. Peter-Paul Zahl: Das System macht keine Fehler. Es ist der Fehler. Editora Queimada, Haarlem, 2. Aufl. 1975; die erste Auflage erschien unter dem Titel: Die Baader Meinhof Bande oder Revolutionäre Gewalt, Editora Queimada, Haarlem 1974 - Eingreifende oder ergriffene Literatur. Zur Rezeption „moderner Klassik“, Gaiganz 1975 - Waffe der Kritik. Aufsätze, Artikel, Kritiken, Frankfurt (Main) 1977 | - Schreiben ist ein monologisches Medium. Dialoge mit und über Peter-Paul Zahl, herausgegeben von Ralf Schnell, Berlin 1979 - Die Stille und das Grelle. Aufsatzsammlung, Frankfurt 1981 - Der Staat ist eine mündelsichere Kapitalanlage. Hetze und Aufsätze 1967–1989, Berlin 1989 - Geheimnisse der karibischen Küche. Geschichte, Gegenwart, Genuß von Jamaica bis Curaçao, Hamburg 1998 - Jamaika, München 2002 - How the Germans Liberated Namibia. CD, Berlin und Long Bay 2004 |

### Hörspiele und Schallplatten
- Lyrik und Jazz, 1980
- Sumpf, 1982
- Rollberg, SFB, 1984 (Hörspiel)
- Macht hoch die Tür …, 1985

### Übersetzungen
- Victor Serge: Geburt unserer Macht (Originaltitel: Naissance de notre force), Trikont, München 1976, ISBN 3-920385-93-4.
- Otto René Castillo: Selbst unter der Bitterkeit, Gedichte (Originaltitel: Aun bajo la amargura Co-Übersetzer: Reinhard Thoma), Informationsstelle Guatemala, München 1983, ISBN 3-923872-00-3 (Enthält: Nur die Liebenden sind konsequent).
- Ramón José Sender: Sieben rote Sonntage (Originaltitel: Siete Domingos rojos), Rotpunkt, Zürich 1991, ISBN 3-85869-063-5.

## Preise und Auszeichnungen
- 1979/1980: Literaturförderpreis der Freien Hansestadt Bremen
- 1995: Friedrich-Glauser-Preis der „Autorengruppe deutschsprachige Kriminalliteratur“ – Das Syndikat
- 1998: Stipendium des Landes Nordrhein-Westfalen

Das im Rahmen eines Vorlesungsstreiks an der Freien Universität Berlin im Wintersemester 1976/77 besetzte Gebäude des Germanistischen Seminars wurde im Rahmen dieser Aktion zeitweilig in Peter-Paul-Zahl-Institut umbenannt. Unter diesem Namen wurden in den folgenden Jahren durch das Politikwissenschaftsforum am Peter-Paul-Zahl-Institut und die KSV-Zelle am Peter-Paul-Zahl-Institut Freie Universität Berlin einige Schriften herausgegeben, so dass die Bezeichnung überliefert blieb.